# Маслёнок желтоватый
Этим же названием иногда обозначается вид Маслёнок болотный (Suillus flavidus).
Маслёнок желтова́тый (лат. Suillus salmonicolor) — условно съедобный (необходимо удалить кожицу, вызывающую диарею) гриб из рода маслёнок семейства маслёнковых (Suillaceae).
Синонимы:
- Boletus salmonicolor Frost 1874basionym

## Описание
Шляпка охристо-желтоватая или коричневато-оранжево-желтая, коническо-выпуклой формы. Трубочки охристо-желтые, с маленькими круглыми порами; с возрастом трубочки становятся коричневыми. Ножка охристо-коричневая у верхушки, коричневая в середине, бледно-коричневато-охристая у основания. Кольцо толстое, желатинообразное, мембрановидное. Споровый порошок охристо-коричневый. Мякоть плотная, мясистая, мраморного, оранжево-желтого (шляпка, верхушка ножки), и коричневато-желтоватого цвета (ближе к основанию).

## Сходные виды
Другие виды рода Маслёнок.